# تپه داغلار آراسی
تپه داغلار آراسی در شهرستان بناب، بخش مرکزی، روستای زوارق واقع شده و این اثر در تاریخ ۲۳ شهریور ۱۳۸۲ با شمارهٔ ثبت ۱۰۰۵۵ به‌عنوان یکی از آثار ملی ایران به ثبت رسیده است.